# Mursia curtispina
Mursia curtispina is een krabbensoort uit de familie van de Calappidae. De wetenschappelijke naam van de soort is voor het eerst geldig gepubliceerd in 1886 door Miers.